# Melampsoraceae
Melampsoraceae är en familj av svampar. Enligt Catalogue of Life ingår Melampsoraceae i ordningen Pucciniales, klassen Pucciniomycetes, divisionen basidiesvampar och riket svampar, men enligt Dyntaxa är tillhörigheten istället ordningen rostsvampar, klassen Tremellomycetes, divisionen basidiesvampar och riket svampar.
|                | Raveneliaceae                |
|                |                              |
|                | Pucciniosiraceae             |
|                |                              |
|                | Pucciniastraceae             |
|                |                              |
|                | Pucciniaceae                 |
|                |                              |
|                | Pileolariaceae               |
|                |                              |
|                | Phragmidiaceae               |
|                |                              |
|                | Phakopsoraceae               |
|                |                              |
|                | Mikronegeriaceae             |
|                |                              |
| Melampsoraceae | \| \| Melampsora \| \| \| \| |
|                | \| \| Melampsora \| \| \| \| |
|                | Cronartiaceae                |
|                |                              |
|                | Coleosporiaceae              |
|                |                              |
|                | Chaconiaceae                 |
|                |                              |
|                | Uncolaceae                   |
|                |                              |
|                | Uropyxidaceae                |
|                |                              |
|                | Elateraecium                 |
|                |                              |
|                | Uredo                        |
|                |                              |
|                | Desmella                     |
|                |                              |
|                | Hemileia                     |
|                |                              |
|                | Caeoma                       |
|                |                              |
|                | Uraecium                     |
|                |                              |
|                | Hennenia                     |
|                |                              |
|                | Peridipes                    |
|                |                              |
|                | Desmosorus                   |
|                |                              |
|                | Masseeëlla                   |
|                |                              |
|                | Hiratsukaia                  |
|                |                              |
|                | Desmellopsis                 |
|                |                              |
|                | Aecidium                     |
|                |                              |
|                | Intrapes                     |
|                |                              |
|                | Hiratsukamyces               |
|                |                              |
|                | Phragmotelium                |
|                |                              |
|                | Mehtamyces                   |
|                |                              |
|                | Coleopuccinia                |
|                |                              |
|                | Edythea                      |
|                |                              |
|                | Aecidiolum                   |
|                |                              |
|                | Aecidiconium                 |
|                |                              |
|                | Schroeteriaster              |
|                |                              |
|                | Erysibe                      |
|                |                              |
|                | Flaminia                     |
|                |                              |
|                | Melampsora                   |
|                |                              |

|  | Melampsora |
|  |            |